# NGC 7112
NGC 7112 (ook: NGC 7113) is een elliptisch sterrenstelsel in het sterrenbeeld Pegasus. Het hemelobject werd op 3 augustus 1864 ontdekt door de Duitse astronoom Albert Marth.

## Synoniemen
- MCG 2-55-9
- ZWG 427.16
- KCPG 558B
- PGC 67208